# Lesosibirsk
Lesosibirsk (ros. Лесосибирск) – miasto w azjatyckiej części Rosji, w Kraju Krasnojarskim, nad Jenisejem, 458 km od Krasnojarska. 
Miasto powstało w 1975 roku. W mieście znajduje się port rzeczny i stacja kolejowa.